# Boulevard d'Athènes
Le boulevard d'Athènes est une voie marseillaise située dans le 1er arrondissement de Marseille. 

## Situation et accès
Elle prolonge le boulevard Dugommier jusqu'à l'escalier monumental de la gare Saint-Charles.
Le boulevard d'Athènes est desservi par la ligne   du réseau RTM.

## Origine du nom
Il porte le nom de la capitale de la Grèce, Athènes.

## Historique
Ce boulevard, commencé sous l'administration du préfet Charles Delacroix, est terminé sous celle d'Antoine Claire Thibaudeau.

## Bâtiments remarquables et lieux de mémoire
- Au n° 31, aujourd'hui occupé par le CDRP (centre régional de documentation pédagogique) de l'Académie d'Aix-Marseille, se trouvait l'Hôtel Splendide, hôtel de luxe qui avait remplacé le grand Hôtel de Russie et d'Angleterre.

En août 1940, à son arrivée à Marseille, Varian Fry y installa les premiers locaux du Centre américain de secours. Après l'occupation de Marseille en novembre 1943, l'hôtel est utilisé par les autorités allemandes comme lieu de réunion et de séjour. Le 3 janvier 1943, un peu avant 20h, il fait l'objet d'un attentat commis par un groupe des FTP-MOI. Des engins explosifs jetés de l'extérieur par Hélène Taich font plusieurs blessés et deux morts, un maître d'hôtel français et la femme d'un attaché du consulat général d'Allemagne. Quelques minutes plus tard, un autre groupe mené par Lev Tchernine fait sauter dans la rue Lemaitre une maison de tolérance réservée aux troupes d'occupation. Dès le lendemain, l'état de siège est décrété par le général Mylo, commandant de la place de Marseille. Ces deux attentats serviront de prétexte aux forces d'occupation et à leurs alliés français pour justifier la rafle des 22, 23 et 24 janvier 1943 et la destruction des quartiers nord du Vieux-Port.
- Au n° 12, siège historique de la Banque Bonnasse entre 1825 et  1987.